# Schrankia mesoscia
Schrankia mesoscia là một loài bướm đêm trong họ Erebidae.